# 趙俊
趙 俊（ちょう しゅん、熙寧6年4月1日（1073年5月16日）- 熙寧10年10月23日（1077年11月17日））は、北宋の神宗の三男。

## 経歴
才人宋氏（後に貴妃）の次男として生まれた。皇長子（成王趙佾）の同母弟で、賢孝帝姫の同母兄である。
他の4人の男子はみな早世していたため、父の神宗は特に趙俊を愛した。熙寧7年（1074年）1月、永国公に封ぜられた。幼頃から責任感が強く、官爵を自称し、気持ちを表に出さない性格をしていたという。
熙寧10年（1077年）10月、薨去した。神宗は朝廷を5日間停止し、2人の医官を降格して追い出した。趙俊は兗王の位を追贈され、「哀献」と諡されて、普安院に葬られた。元豊2年（1079年）、祖父の英宗の永厚陵に従葬された。元符3年（1100年）3月、弟の徽宗により唐王の位を再追贈された。

## 伝記資料
- 『宋史』
- 『宋会要輯稿』
- 『故兗哀献王追封記』